# Глибоцька селищна рада
Глибо́цька се́лищна ра́да — адміністративно-територіальна одиниця та орган місцевого самоврядування у Глибоцькому районі Чернівецької області. Адміністративний центр — селище міського типу Глибока.

## Загальні відомості
- Населення ради: 9 124 особи (станом на 2001 рік)

## Населені пункти
Селищній раді підпорядковані населені пункти:
- смт Глибока

## Склад ради
Рада складається з 30 депутатів та голови.
- Голова ради: Ванзуряк Григорій Степанович (партія Єдина Альтернатива) -- від жовтня 2020 р.
- Секретар ради: Бадюк Олена Іллівна -- від жовтня 2020 р.

### Керівний склад попередніх скликань
| Прізвище, ім'я, по батькові | Основні відомості                                                                         | Дата обрання | Дата звільнення |
| --------------------------- | ----------------------------------------------------------------------------------------- | ------------ | --------------- |
| Горячко Костянтин Іванович  | Селищний голова, 1953 року народження, освіта вища, позапартійна                          | 26.03.2006   | 31.10.2010      |
| Горячко Костянтин Іванович  | Селищний голова, 1953 року народження, освіта вища, член політичної партії «Наша Україна» | 31.10.2010   |                 |

Примітка: таблиця складена за даними сайту Верховної Ради України

### Депутати
За результатами місцевих виборів 2010 року депутатами ради стали:

#### За суб'єктами висування
| Суб'єкт висування                                   | Кількість обраних депутатів | %    |
| --------------------------------------------------- | --------------------------- | ---- |
| Самовисування                                       | 23                          | 76,7 |
| Соціалістична партія України                        | 3                           | 10   |
| Політична партія «Сильна Україна»                   | 2                           | 6,7  |
| Партія «Відродження»                                | 1                           | 3,3  |
| Політична партія Всеукраїнське об'єднання «Свобода» | 1                           | 3,3  |

#### За округами
| № округу                                            | Прізвище, ім'я, по батькові    | Дата визнання обраним | Освіта  | Партійна приналежність                        | Відомості про обраного депутата                                                  |
| --------------------------------------------------- | ------------------------------ | --------------------- | ------- | --------------------------------------------- | -------------------------------------------------------------------------------- |
| Партія «ВІДРОДЖЕННЯ»                                |                                |                       |         |                                               |                                                                                  |
| 23                                                  | Митранюк Ігор Михайлович       | 01.11.2010            | середня | член Партії «ВІДРОДЖЕННЯ»                     | залізнична станція «Глибока-Буковинська», начальник бази запасу тепловозів       |
| Політична партія Всеукраїнське об'єднання «Свобода» |                                |                       |         |                                               |                                                                                  |
| 16                                                  | Фернега Максим Федорович       | 01.11.2010            | середня | член Всеукраїнського об'єднання «Свобода»     | АЗС в смт Глибока, оператор заправки                                             |
| Політична партія «Сильна Україна»                   |                                |                       |         |                                               |                                                                                  |
| 19                                                  | Оршевський Дмитро Танасійович  | 01.11.2010            | середня | позапартійний                                 | приватний підприємець                                                            |
| 20                                                  | Петрук Іван Іванович           | 01.11.2010            | вища    | позапартійний                                 | приватний підприємець                                                            |
| Соціалістична партія України                        |                                |                       |         |                                               |                                                                                  |
| 7                                                   | Пашняк Василь Флорович         | 01.11.2010            | вища    | член Соціалістичної партії України            | пенсіонер                                                                        |
| 8                                                   | Думітру Георгій Георгійович    | 01.11.2010            | вища    | позапартійний                                 | пенсіонер                                                                        |
| 27                                                  | Зозуляк Георгій Іларіонович    | 01.11.2010            | вища    | член Соціалістичної партії України            | Райспоживспілка, заступник голови управління                                     |
| Самовисування                                       |                                |                       |         |                                               |                                                                                  |
| 1                                                   | Ванзуряк Ганна Федорівна       | 01.11.2010            | вища    | член Всеукраїнської партії Миру і Єдності     | пенсіонер                                                                        |
| 2                                                   | Пушкач Іван Ілліч              | 01.11.2010            | середня | позапартійний                                 | тимчасово не працює                                                              |
| 3                                                   | Крилюк Василь Петрович         | 01.11.2010            | вища    | позапартійний                                 | Глибоцька ДПІ, ревізор-інспектор                                                 |
| 4                                                   | Цибуляк Степан Васильович      | 01.11.2010            | середня | член Партії «Громадська сила»                 | приватний підприємець                                                            |
| 5                                                   | Крайська Дарія Георгіївна      | 01.11.2010            | вища    | позапартійна                                  | Глибоцька загальноосвітня школа І-ІІІ ст., вчитель початкових класів             |
| 6                                                   | Горобець Тарас Степанович      | 01.11.2010            | вища    | позапартійний                                 | приватний підприємець                                                            |
| 9                                                   | Фундюр Петро Опанасович        | 01.11.2010            | середня | позапартійний                                 | пенсіонер                                                                        |
| 10                                                  | Безверхня Валентина Іванівна   | 01.11.2010            | вища    | член Політичної партії «Наша Україна»         | Глибоцька РДА, головний спеціаліст                                               |
| 11                                                  | Калинюк Геннадій Євгенович     | 14.11.2010            | вища    | позапартійний                                 | приватний підприємець                                                            |
| 12                                                  | Лупуляк Костянтин Іванович     | 01.11.2010            | вища    | позапартійний                                 | пенсіонер                                                                        |
| 13                                                  | Шова Ганна Іванівна            | 01.11.2010            | вища    | позапартійна                                  | Глибоцький ліцей, викладач                                                       |
| 14                                                  | Комісарчук Олег Іванович       | 01.11.2010            | вища    | позапартійний                                 | Глибоцька ЦРКЛ, лікар-анастезіолог                                               |
| 15                                                  | Ізраілик Анастасія Іллівна     | 01.11.2010            | вища    | позапартійна                                  | Глибоцька селищна рада, спеціаліст                                               |
| 17                                                  | Маник Петро Маркович           | 01.11.2010            | середня | член Народного Руху України                   | Глибоцька ЦРКЛ, оператор котельні                                                |
| 18                                                  | Лупуляк Костянтин Іванович     | 01.11.2010            | середня | позапартійний                                 | тимчасово не працює                                                              |
| 21                                                  | Соколова Марія Михайлівна      | 01.11.2010            | вища    | позапартійна                                  | Глибоцька ЦРКЛ, старший рентгенолог                                              |
| 22                                                  | Цікул Роман Мірчович           | 01.11.2010            | середня | позапартійний                                 | тимчасово не працює                                                              |
| 24                                                  | Григорчук Богдан Тарасович     | 01.11.2010            | середня | член Всеукраїнського об'єднання «Батьківщина» | фермерське господарство «Руно БТ», голова                                        |
| 25                                                  | Дудка Володимир Петрович       | 01.11.2010            | середня | позапартійний                                 | Глибоцька РДА, інженер-електрик                                                  |
| 26                                                  | Солоненко Сергій Олександрович | 01.11.2010            | вища    | член Політичної партії «Наша Україна»         | Глибоцька РДА, головний спеціаліст                                               |
| 28                                                  | Сорощук Юрій Сільвестрович     | 01.11.2010            | середня | позапартійний                                 | приватний підприємець                                                            |
| 29                                                  | Панчук Іван Аркадійович        | 01.11.2010            | вища    | позапартійний                                 | Глибоцька ЦРКЛ, лікар-невропатолог                                               |
| 30                                                  | Тоненчук Сергій Степанович     | 01.11.2010            | вища    | член Всеукраїнського об'єднання «Батьківщина» | Глибоцька РОВФСТ «Колос», Кам'янська ДЮСШ, інструктор по спорту, тренер-викладач |